# Aaptos
Aaptos Gray, 1867, è un genere di spugne appartenente alla famiglia delle Suberitidae.

## Specie
1. Aaptos aaptos (Schmidt, 1864)
2. Aaptos alphiensis Samaai & Gibbons, 2005
3. Aaptos bergmanni de Laubenfels, 1950
4. Aaptos ciliata (Wilson, 1925)
5. Aaptos confertus Kelly-Borges & Bergquist, 1994
6. Aaptos duchassaingi (Topsent, 1889)
7. Aaptos durissima (Carter, 1882)
8. Aaptos globosum Kelly-Borges & Bergquist, 1994
9. Aaptos glutinans Moraes, 2011
10. Aaptos horrida (Carter, 1886)
11. Aaptos kanuux Lehnert, Hocevar & Stone, 2008
12. Aaptos laxosuberites (Sollas, 1902)
13. Aaptos niger Hoshino, 1981
14. Aaptos nuda (Kirkpatrick, 1903)
15. Aaptos papillata (Keller, 1880)
16. Aaptos pernucleata (Carter, 1870)
17. Aaptos robustus Plotkin & Janussen, 2008
18. Aaptos rosacea Kelly-Borges & Bergquist, 1994
19. Aaptos suberitoides (Brøndsted, 1934)
20. Aaptos tentum Kelly-Borges & Bergquist, 1994
21. Aaptos vannamei de Laubenfels, 1935